# 海灣鸚竺鯛
海灣鸚竺鯛（學名：Ostorhinchus sinus），又稱海灣鸚天竺鯛，為輻鰭魚綱鈎頭魚目天竺鯛科鸚竺鯛屬下的一個種，分布於中太平洋東部馬克薩斯群島海域，深度0至2公尺，本魚體呈橢圓形，體稍側扁，頭大、眼大、口大且斜裂，頜齒細小，前鰓蓋骨邊緣有鋸齒，鰓蓋骨後緣棘不發達，體被弱櫛鱗，體色灰白色至棕色，體側有七條深棕色縱帶，中間縱帶延伸至尾鰭基部，背鰭2個，尾鰭叉形，背鰭硬棘8枚、背鰭軟條9枚、臀鰭硬棘2枚、臀鰭軟條8枚，體長可達4.5公分，棲息在水淺的海灣、潮間帶，屬肉食性，繁殖期時，雄魚具有口孵習性，卵約7日化成仔魚，由雄魚吐出，具短暫的仔魚飄浮期，生活習性不明。